# 몽골 외교부
몽골 외교부(MOFA; 몽골어: Монгол улсын Гадаад харилцааны яам)는 몽골의 외교 관계를 감독하고 국가의 외교 정책을 수립하는 정부 부처로 외무부의 역할을 담당한다.

## 부서
다음은 몽골 외교부의 세부 조직이다. (대한민국과의 일반 외무를 담당하는 부서는 굵게 표시)
- 정책기획부
- 이웃 주 부서
- 구주부
- 아시아 태평양부
- 미국·중동 및 아프리카부
- 다자협력부
- 외교통상경제협력부
- 국무행정부
- 국제법 및 조약부
- 영사부
- 공공외교 및 문화 관계부
- 의정서 부서
- 모니터링, 평가 및 내부 감사 부서

## 장관
2021년부터 현재까지 바트 뭉흐 바트체첵이 외무장관직을 맡고 있다. 특히 바트체첵 장관은 2024년 9월 조태열 장관과의 한몽 외교장관회담에서 몽골 내 광물자원 탐사와 발굴 사업에 대한 한국 기업들의 적극적인 참여를 기대한다고 말했다.